# Moritz Stambke

Moritz Stambke

Moritz Stambke (* 23. Februar 1830 in Klein Lübars, Regierungsbezirk Magdeburg; † 18. Februar 1903 in Berlin) war Geheimer Oberbaurat des Königlich Preußischen Staates.
Stambke wurde 1853 Maschinenmeister der Bergisch-Märkischen Eisenbahn-Gesellschaft (BME) und leitete die Werkstatt Witten von 1863 bis 1873 als Obermaschinenmeister. 1874 wurde Stambke in Elberfeld Eisenbahndirektor der BME.
Er war 1881 der erste Maschinenbauingenieur, der in das Königlich Preußische Ministerium der öffentlichen Arbeiten als Vortragender Rat berufen wurde. Bis 1895 war er für die Maschinentechnik der Preußischen Staatseisenbahnen verantwortlich, wobei er durch die Einführung der „Normalien“ bekannt geworden ist. Als Geheimer Oberbaurat trat er 1895 in den Ruhestand.
Stambke war seit 1864 Mitglied im Verein Deutscher Ingenieure (VDI), dessen Vorstand er 1868 angehörte. Er gehörte dem Gründungsvorstand des 1864 wiedergegründeten Westfälischen Bezirksvereins des VDI an.

## Zitat
„Unsere Zeit ist ohnehin schon nervös und hastig genug; man soll dem nicht durch immer größere Geschwindigkeiten noch Vorschub leisten.“